# أوسنابروك
أُسنَبْرُك أو (نقحرة: أوسنابروك) (بالألمانية: Osnabrück)‏ هي مدينة تقع في جنوب غرب ولاية ساكسونيا السفلى في شمال ألمانيا تشتهر بـ مدينة السلام وذلك لعقد صلح أُسنَبْرُك - مونستر فيها والمعروف بـ صلح ويستفاليا 1648م والذي انتهت بموجبه حرب الثلاثين عاماً.
من أشهر اعلام المدينة الكاتب إيريش ماريا ريمارك والفنان فيليكس نوسباوم.
تعرضت المدينة لدمار شبه كامل في بنيتها الصناعية اثناء الحرب العالمية الثانية وفي نهاية الحرب كان جزء كبير من المدينة مدمراً بسبب قصف الحلفاء.
عند نهاية الحرب العالمية الثانية كانت المدينة ضمن قطاع السيطرة البريطانية.
يمر في المدينة نهر هازه (Hase).

## نقاط علام في المدينة
- دار البلدية القديم

## قصر أُسنَبْرُك
وهو حالياً مقر إدارة جامعة أُسنَبْرُك التي تستوعب 22 ألف طالب والتي تم تأسيسها عام 1974

### بوابة هيغر
وهي إحدى بوابات المدينة القديم التي تقود إلى طريق مونستر ولكن تم تحويلها لتذكار عن الجنود الأُسنَبْرُكيين الذين قاتلوا ضمن القوات البريطانية ضد نابليون في معركة واترلو

## توأمة
لأُسنَبْرُك اتفاقيات توأمة مع كل من:
- العفولة
- أنجيه (3 سبتمبر 1964 -)[16]
- هارلم (24 أكتوبر 1961 -)[17]
- فيلا ريال (2005 -)[18]
- تفير (11 مايو 1991 -)[19]
- جنق قلعة (مارس 2004 -)[20]
- دربي (17 فبراير 1976 -)[21]
- غرايفسفالد (18 فبراير 1988 -)[22]
- خفي (8 نوفمبر 2006 -)[23]
- Gmünd, Carinthia [الإنجليزية]‏ (28 أغسطس 1971 -)[24]
- إيفانسفيل (11 مايو 1991 -)[25]
- غوانغميونغ منذ (1997 -)[26]

## أعلام
- جورج الأول ملك بريطانيا العظمى
- إريك ماريا ريمارك
- أولاف شولتس
- والتر لانج
- مارتن نيمولر
- كريستيان فولف